# Ahmed Izzet Pascha

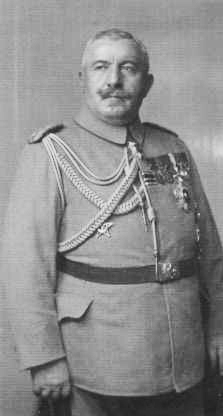
Ahmed İzzet Pascha

Ahmed Izzet Pascha, född 1864, död 31 mars 1937, var en turkisk militär och politiker.

## Biografi
Izzet Pascha var ursprungligen av albansk släkt, inträdde tidigt i turkiska armén och deltog i kuvandet av upproret i Jemen 1904-05. Han blev efter vidare militär utbildning i Tyskland vid ungturkarnas revolution i Konstantinopel 1908 generalstabschef. Efter några års militärbefäl i Arabien blev Izzet Pascha 1912 åter chef för generalstaben och 1913 högste befälhavare för armén. Under första världskriget ledde han operationerna på Kaukasusfronten och erhöll fältmarskalksvärdigheten. Oktober-november 1918 var han storvisir, och 1921-22 utrikesminister i Ahmed Tevfik Paschas regering. Han tillbakaträdde därefter till privatlivet. Hans memoarer utgavs på tyska 1927.

## Utmärkelser
- Kommendör med stora korset av Vasaorden, 1906.[1]